# Staurocladia portmanni
Staurocladia portmanni är en nässeldjursart som beskrevs av Brinckmann 1964. Staurocladia portmanni ingår i släktet Staurocladia och familjen Eleutheriidae. Inga underarter finns listade i Catalogue of Life.